# جوديث فوكس (مؤلفة)
جوديث فوكس (بالإنجليزية: Judith Fox)‏ (1959، نيوكاسل في أستراليا)؛ روائية أسترالية. درست في جامعة التكنولوجيا في سيدني.